# Panique dans l'oreillette
Panique dans l'oreillette était une émission de télévision française diffusée sur France 2 du 6 septembre 2008 au 30 juin 2010 et présentée par Frédéric Lopez.

## Diffusion
L'émission est diffusée chaque samedi en access prime-time du 6 septembre 2008 au 29 novembre 2008. 
Cette émission a ensuite quitté cet horaire pour être diffusée en 2e partie de soirée à partir du 23 décembre 2008 puis un mercredi sur deux à partir du 11 février 2009.
Depuis le 23 décembre 2008, il y a deux invités par émission au lieu d'un, présents l'un à côté de l'autre sur le plateau. L'émission dure alors deux heures.
Malgré des audiences jugées satisfaisantes par l'animateur, Frédéric Lopez annonce qu'il prend la décision d'arrêter l'émission faute de moyens suffisants, en accord avec la direction de France 2.
Le dernier numéro inédit est diffusé le 30 juin 2010. Plusieurs best-of sont ensuite proposés en juillet 2010 et août 2010 sous le nom Les Plus belles paniques dans l'oreillette.

## Audience
- 6 septembre 2008 (première émission) : 2,1 millions de téléspectateurs (soit 16 % de part d'audience) [2]
- 13 septembre 2008 : 1,6 million de téléspectateurs (soit 11,9 % de part d'audience) [2]
- 21 octobre 2009 : 2,1 millions de téléspectateurs (soit 17,4 % de part d'audience) [3]
- 26 mai 2010 : 2,1 millions de téléspectateurs (soit 16,2 % de part d'audience) [4]
- 1er juillet 2010 (dernière émission) : 1,3 million de téléspectateurs (soit 12,7 % de part d'audience) [5]

## Principe
Une personnalité se retrouve face à Frédéric Lopez, qui est relié, tout comme le public, à des proches de l'invité via une oreillette (jusqu'au 23 décembre 2008). 
Ainsi, l'animateur peut déstabiliser et poser des questions inattendues à l'invité, qui est plongé dans l'inconnu total. 
Des surprises attendent l'invité tout au long de l'émission.

## Invités

### Saison 1 (2008-2009)

#### Tous les samedis à 18h50
- 6 septembre 2008 : Florence Foresti
- 13 septembre 2008 : Charlotte de Turckheim
- 20 septembre 2008 : Marianne James
- 27 septembre 2008 : Elie Semoun
- 4 octobre 2008 : Laurent Ruquier
- 11 octobre 2008 : Franck Dubosc
- 18 octobre 2008 : Laurent Baffie
- 25 octobre 2008 : Anne Roumanoff
- 1er novembre 2008 : Michèle Bernier
- 8 novembre 2008 : Hélène Ségara
- 15 novembre 2008 : Yves Rénier
- 22 novembre 2008 : Véronique Genest
- 29 novembre 2008 : Serge Lama

#### Mardi à 22h15
- 23 décembre 2008 : Mareva Galanter et Arthur

#### Un mercredi sur deux à 22h15
- 11 février 2009 : Virginie Efira et Bruno Solo
- 25 février 2009 : Sylvie Testud et Michel Boujenah
- 11 mars 2009 : Mimie Mathy et Jean-Pierre Coffe
- 25 mars 2009 : Sophie Davant et Titoff
- 8 avril 2009 : Laurence Boccolini et Dominique Farrugia
- 22 avril 2009 : Ophélie Winter et Stéphane Bern
- 6 mai 2009 : Christine Bravo et Gérard Klein
- 20 mai 2009 : Clémentine Célarié et Julien Courbet
- 3 juin 2009 : Arielle Dombasle et Michel Drucker
- 17 juin 2009 : Sophie Favier et Philippe Candeloro

### Saison 2 (2009-2010)
- 9 septembre 2009 : Geneviève de Fontenay et Patrick Bosso
- 23 septembre 2009 : Marie-Anne Chazel et Richard Berry
- 7 octobre 2009 : Lorie et Gérard Jugnot
- 21 octobre 2009 : Mathilda May et Guy Bedos
- 4 novembre 2009 : Alexia Laroche-Joubert et Michel Leeb
- 18 novembre 2009 : Chantal Goya et Karl Zéro
- 2 décembre 2009 : Claude Sarraute et Garou
- 16 décembre 2009 : Vanessa Demouy et Patrick Sébastien
- 30 décembre 2009 : Best-of
- 13 janvier 2010 : Lara Fabian et Philippe Geluck
- 27 janvier 2010 : Nathalie Marquay et Jean-Michel Jarre
- 10 février 2010 : Cristiana Reali et Stéphane Guillon
- 24 février 2010 : Rediffusion du Best-of du 30 décembre 2009 à la suite de la déprogrammation de L'objet du scandale[6]
- 3 mars 2010 : Flavie Flament et Jacques Séguéla
- 17 mars 2010 : Amel Bent et Jean-Luc Reichmann
- 31 mars 2010 : Valerie Mairesse et Henri Leconte
- 14 avril 2010 : Julie Zenatti et Antoine Duléry
- 28 avril 2010 : Noemie Lenoir et Guy Carlier
- 12 mai 2010 : Élodie Gossuin et Yves Lecoq
- 26 mai 2010 : David Hallyday et Véronique Jannot
- 16 juin 2010 : Michaël Youn et Ève Angeli
- 30 juin 2010 : André Manoukian et Sonia Rolland
- 9 juillet 2010 : Best of
- 17 juillet 2010 : Best of
- 30 juillet 2010 : Best of
- 20 août 2010 : Best of
- 27 août 2010 : Best of

## Musiques
La musique de Panique dans l'oreillette ! est la musique "Panique le générique" de David Drussant , Didier Drussant et de Joana Balavoine . 

## Note et référence
1. ↑  « Frédéric Lopez : « J'arrête Panique dans l'oreillette » », sur Ozap.com, le 17 juin 2010.
2. 1 2  Audiences : "Panique dans l'oreillette" en baisse sensible, Pure Media, 14 septembre 2008
3. ↑  Audiences : Panique dans l'oreillette devant TF1, Télé Loisirs, 22 octobre 2009
4. ↑  Audiences TV : Lost perd des fidèles face à Panique dans l'Oreillette Première, 27 mai 2010
5. ↑  Audiences TV : Esprits criminels sur TF1 terrasse Panique dans l'oreillette sur France 2 Première, 1er juillet 2010
6. ↑   (fr) « France 2 déprogramme L'objet du scandale de ce soir », sur Ozap.com, le 24 février 2010.